# Saint-Cirgues-sur-Couze
Saint-Cirgues-sur-Couze is een plaats en voormalige gemeente in het Franse departement Puy-de-Dôme in de regio Auvergne-Rhône-Alpes en telt 273 inwoners (1999). De plaats maakt deel uit van het arrondissement Issoire.

## Geschiedenis
De gemeente is op 1 januari 2025 gefuseerd met de gemeente Chidrac tot de commune nouvelle Les Deux-Rives.

## Geografie
De oppervlakte van Saint-Cirgues-sur-Couze bedraagt 1,5 km², de bevolkingsdichtheid is 182,0 inwoners per km².
De onderstaande kaart toont de ligging van Saint-Cirgues-sur-Couze met de belangrijkste infrastructuur en aangrenzende gemeenten.

## Demografie
Onderstaande figuur toont het verloop van het inwonertal.